# 赫羅米亞基夫
50°45′32″N 25°46′43″E / 50.75889°N 25.77861°E
赫羅米亞基夫（烏克蘭語：Хром'яків）是烏克蘭的村落，位於該國西部沃倫州，由盧茨克區負責管轄。該村落始建於1577年，面積0.39平方公里，海拔高度207米，2001年人口167，人口密度每平方公里423.86人。